# عين طارق
عين طارق تقع في ولاية غليزان غرب الجزائر. حيث تحتل جزءا هاما في سلسلة جبال الونشريس بلدية عين طارق المعروفة باسم' قيوم' منسوبة إلى اسم شخص فرنسي .عين طارق تعد مركز استراتجي بين الولايات شلف وتيارت وتسمسيلت والولاية الام.

## التسمية
في عام 1972 ، أطلق عليه اسم عين طارق تكريماً لناشط الاستقلال عبد الرحمن كرزازي (المعروف باسم الحرب: سي طارق) ، الذي توفي أثناء حرب التحرير الجزائرية ، في 19 مايو 1959.

## جغرافيا

### موقع
عين طارق يحدها من الجهة الشمالية عمي موسى ومن الجهة الغربية اولاد يعيش والحاسي ومن الجهة الشرقية بلدية الملعب ومن الجهة الجنوبية بلدية حد الشكالة وبفضل تقارب المسافة بين الولاية فهي تبعد عن ولاية تيارت ب 76 كم وولاية الشلف ب 65 وغليزان ب95 كم .

## تاريخ

### الحقبة الإستعمارية
احتلها المستوطنون الفرنسيون في عام 1840 لقيادة وادي رهيو وحماية سهل الشلف السفلي ، هذا المكان له أهمية استراتيجية كبيرة إلى حد ما. وقد بايعت قبيلة بني أوراغ الأمير عبد القادر. قاوموا الجيش الفرنسي وقاموا بدور نشط في الثورة.
تم دمج المنطقة في بلدية عمي موسى المختلطة التي تم إنشاؤها عام 1880 واستقر أول المستوطنين الأوروبيين هناك. في بداية القرن العشرين ، بنى هؤلاء المستوطنون بضعة منازل وأطلقوا عليها اسم Guillaumet تكريما للرسام والمستشرق Gustave Guillaumet.

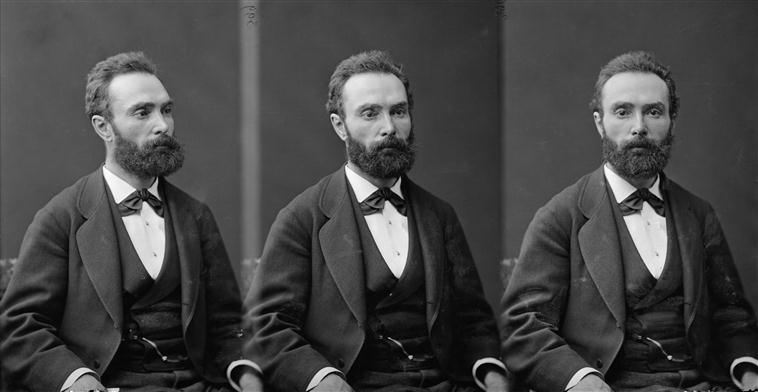
قوستاف غيوم

### بعد الإستقلال

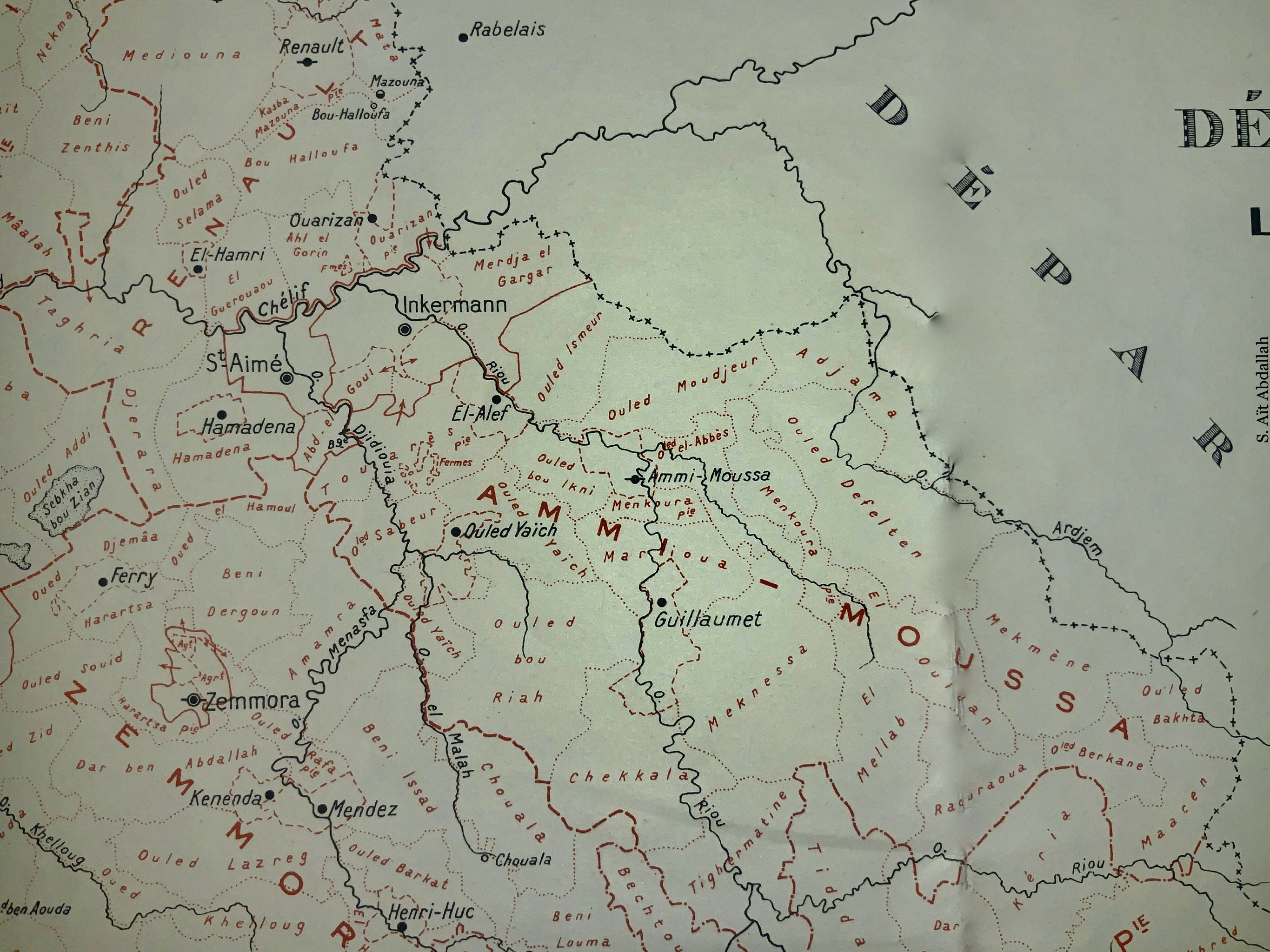
أعراش منطقة بني وراغ

كانت أراضي البلدية على مفترق طرق أراضي ثلاث قبائل: مكناسة، ومريوة ، والشكالة. في عام 1963 ، تم تغيير اسمها إلى مريوة Merioua بعد أقرب قبيلة. ثم في عام 1968 سميت عين الحمام على اسم مصدر مياه قريب.
إبان التقسيم الإداري لعام 1984 ، أقتطعت أراضي عين طارق من حد الشكالة التي صعدت إلى رتبة بلدية وترقت أيضا لدائرةتضم كلمن :
1. حد الشكالة
2. عين طارق

## النسيج العمراني

### الدواوير[3]ماريوة
- أولادقدور
- أولادمعروف
- عدوية
- أولادبن عيسى
- أولادحمادي
- رحامنية
- صواشة
- القوايد
- وزغنة
- أولادبنعمار
- قنافد
- بختة
- البواهي
- مجابرة
- معايز
- أولادبوعزة
- الشناتفية
- الخراربة
- أولادزينب
- قدادرة
- أولادسيدي معمر
- سوايحية
- سوق السبت
- النسايس
- أولاد أحمد
- جحافة
- أولادبوصوف
- أولادبوزيان
- الحجايل
- أولاد سيدي عدة
- أولادالعربي
- عين تسامان
- أولاد عيسى

## مواصلات
- الطريق الوطني رقم 90
- الطريق الولائي رقم 21

## معالم
- قصر جوران[4]
- مقبرة الشهداء بوركبة[5]

## أعلام
1. ↑  "Wilaya de Relizane : répartition de la population résidente des ménages ordinaires et collectifs, selon la commune de résidence et la dispersion" (PDF). مؤرشف من الأصل (PDF) في 2023-06-02.. Données du recensement général de la population et de l'habitat de 2008 sur le site de l'الديوان الوطني للإحصائيات (الجزائر).
2. ↑  "إحياء ذكرى استشهاد البطل عبد الرحمان كرزازي بالشلف". جزايرس. مؤرشف من الأصل في 2022-11-18. اطلع عليه بتاريخ 2023-03-01.
3. ↑  [chrome-extension://efaidnbmnnnibpcajpcglclefindmkaj/https://www.joradp.dz/FTP/Jo-Francais/1984/F1984067.pdf "الجريدةالرسميةالجزائرية"] (PDF) (بفرنسية). 18ديسمبر1984: 102. Retrieved 17/9/23. {{استشهاد بدورية محكمة}}: الاستشهاد بدورية محكمة يطلب |دورية محكمة= (help), تحقق من التاريخ في: |تاريخ الوصول= and |تاريخ= (help), and تحقق من قيمة |مسار= (help)صيانة الاستشهاد: لغة غير مدعومة (link)
4. ↑  جزائريون: تنظيف قصر جوران بعين طارق .. حماية للمواقع الأثرية من الإندثار، اطلع عليه بتاريخ 2023-09-17
5. ↑  "انطلاق الاحتفالات الرسمية المخلدة للذكرى الـ60 لعيد النصر بولاية غليزان". الإذاعة الجزائرية. مؤرشف من الأصل في 2022-03-26. اطلع عليه بتاريخ 2023-09-17.